# Salpn
Salpn je běžně používaný zkrácený název chelatačního činidla N,N′-bis(salicyliden)-1,2-propandiaminu (systematicky nazývaného 2,2'-{1,2-propandiylbis[nitrilo(E)methylyliden]}difenol. Používá se jako aditivum do motorových olejů.
Strukturu čistého salpnu je možné popsat jako salen, na jehož ethylenový můstek je navázána methylová skupina.
Podobně jako salen často vytváří konjugovanou zásadu salpn2−, která vzniká odtržením dvou protonů z hydroxylové skupiny. Ve vzorcích komplexů se tento anion často značí „(salpn)“.
Zkratka „salpn“ se také někdy používá pro strukturní izomer N,N‘-bis(salicyliden)-1,3-diaminopropan a jeho konjugovanou zásadu.

## Výroba a příprava
Salpn se vyrábí kondenzační reakcí 1,2-diaminopropanu se salicylaldehydem:
2C6H4(OH)CHO + CH3CH(NH2)CH2NH2 → [C6H4(OH)CH]2CH3CHNCH2N + 2H2O

## Použití
Salpn se používá jako aditivum v motorových olejích, kde zachytává ionty kovů, které by znehodnocoavqaly palivo katalyzováním různých oxidačních reakcí. Látky jako je salpn vytváří s kovy stabilní komplexy, čímž snižují jejich katalkytickou aktivitu. I když salpn tvoří stabilní komplexy s mnoha kovy, jako například mědí, železem, chromem a niklem, tak je oblíbenou přísadou do motorových olejů především díky schopnosti zachytávat měď. Měď má v palivu největší katalytickou aktivitu a salpn s ní tvoří velmi stabilní komplex.
Salpn se používá častěji než salen, a to díky lepší rozpustnosti v nepolárních rozpouštědlech.